# Reverse graffiti

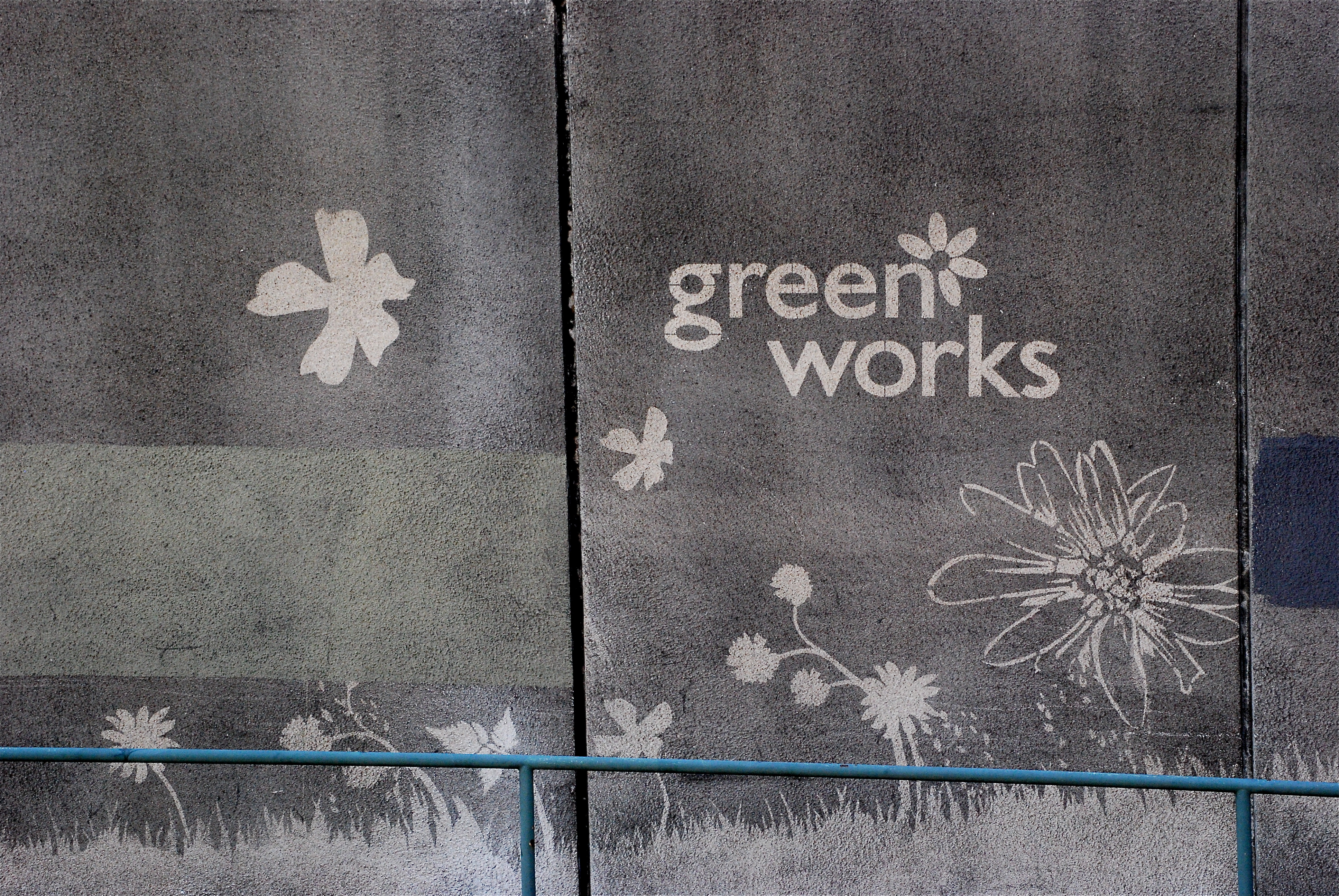
Reverse graffiti de Paul "Moose" Curtis à San Francisco aux États-Unis.

Le reverse graffiti est une méthode de création de graffiti propre sur les murs, les sols ou autres surfaces en enlevant de la saleté. Le reverse graffiti est une technique triviale, souvent très facilement réalisable sur tous types de matériaux. Par exemple, on réalise déjà un reverse graffiti lorsqu'on dessine du bout du doigt sur une vitre couverte de buée. De manière plus élaborée, un reverse graffiti peut être obtenu en projetant de l'eau haute-pression sur un pochoir : le contraste obtenu entre la surface sale et celle nettoyée laisse ainsi apparaître le visuel du pochoir utilisé ; le marquage réalisé sera alors noir lorsqu'il est réalisé sur de l'asphalte, ou blanc lorsque apposé sur de la dalle.

## Lereverse graffitien tant qu'art

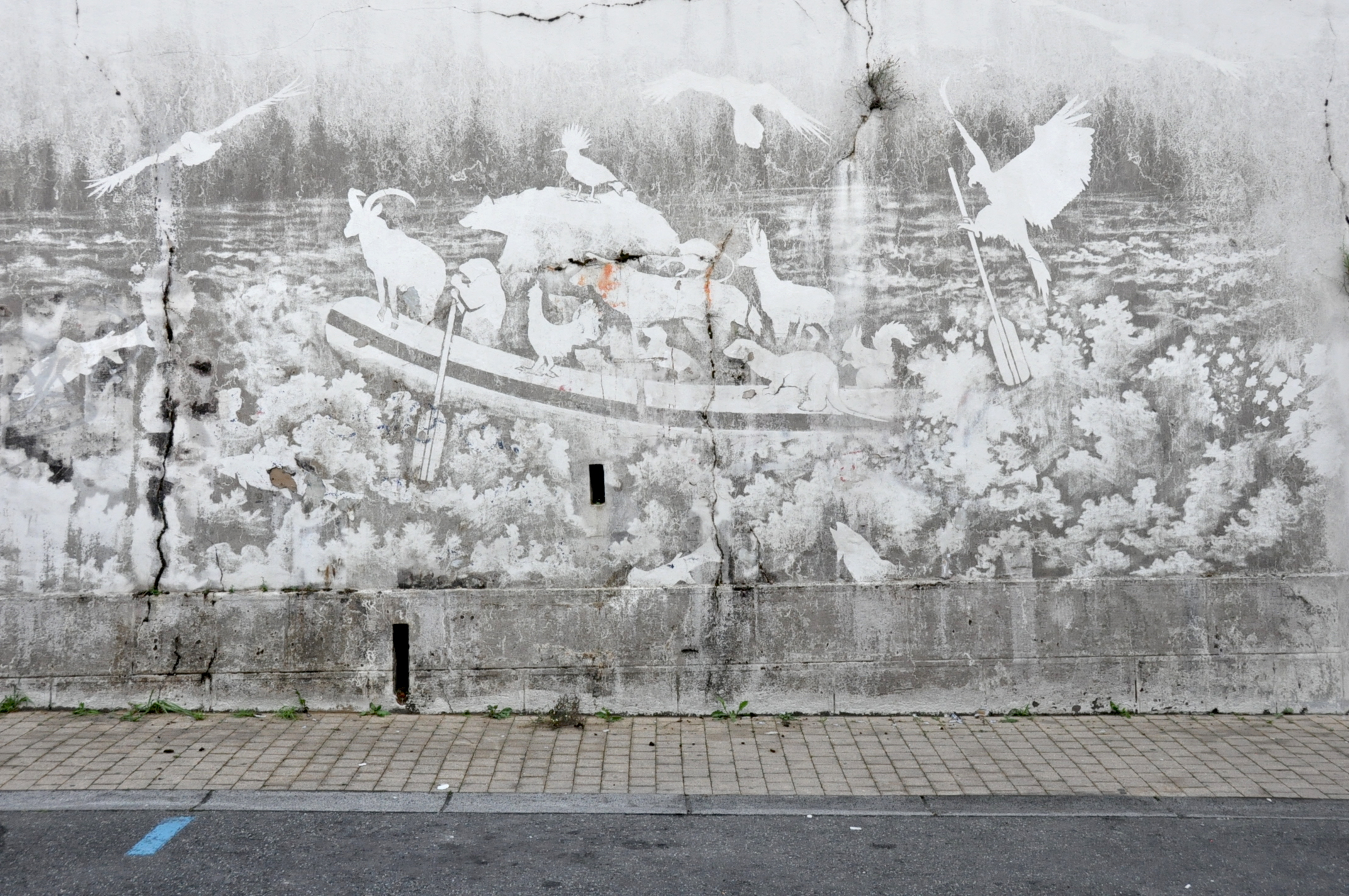
Reverse graffiti réalisé en 2019 par Philippe Chevrinais à l'invitation de Chadia Bargach pour le festival Urban'Ival, à Oloron-Sainte-Marie, Pyrénées-Atlantiques.

Développé à l’origine par des artistes tels que l’Anglais Paul "Moose" Curtis, les Français Philippe Chevrinais et Delphine Soustelle-Truchi,, l'Allemand Klaus Dauven, ou le Brésilien Alexandre Orion, le reverse graffiti devient un art urbain à part entière et donne lieu à de véritables pièces d'art temporaires.

## Lereverse graffitidans la publicité
Parce que le reverse graffiti n'utilise pas de peinture ou d'encre, et donc ne peut pas être accusé de défigurer effectivement un objet, il est souvent considéré comme légal et des agences de publicité s'en sont emparé pour en proposer des campagnes à leurs clients. Des entreprises ont utilisé le reverse graffiti pour un lancement de produit. Domino's Pizza a également eu recours à cette technique lors d'une campagne publicitaire de grande ampleur aux États-Unis.
Il est aussi utilisé à des fins de communication politique par des partis comme le Parti pirate allemand. En France, quelques entreprises se sont lancées sur le marché du reverse graffiti, en proposant des marquages effectués avec de l'eau impropre à la consommation puisée dans les fleuves des villes. Des opérateurs comme SFR ont déjà utilisé cette technique pour leurs campagnes.   

Reverse graffiti dans la communication
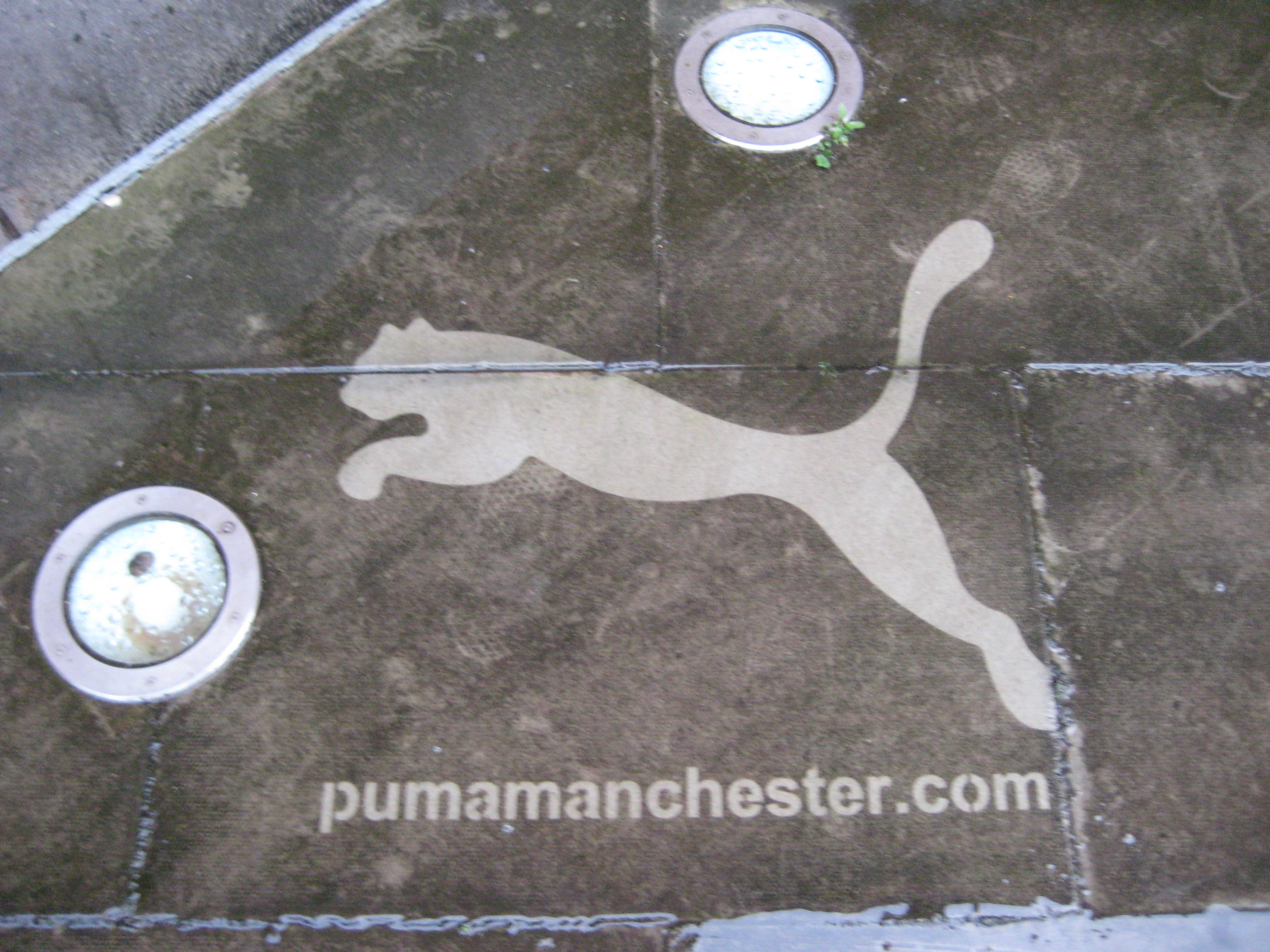
Puma à Manchester au Royaume-Uni.
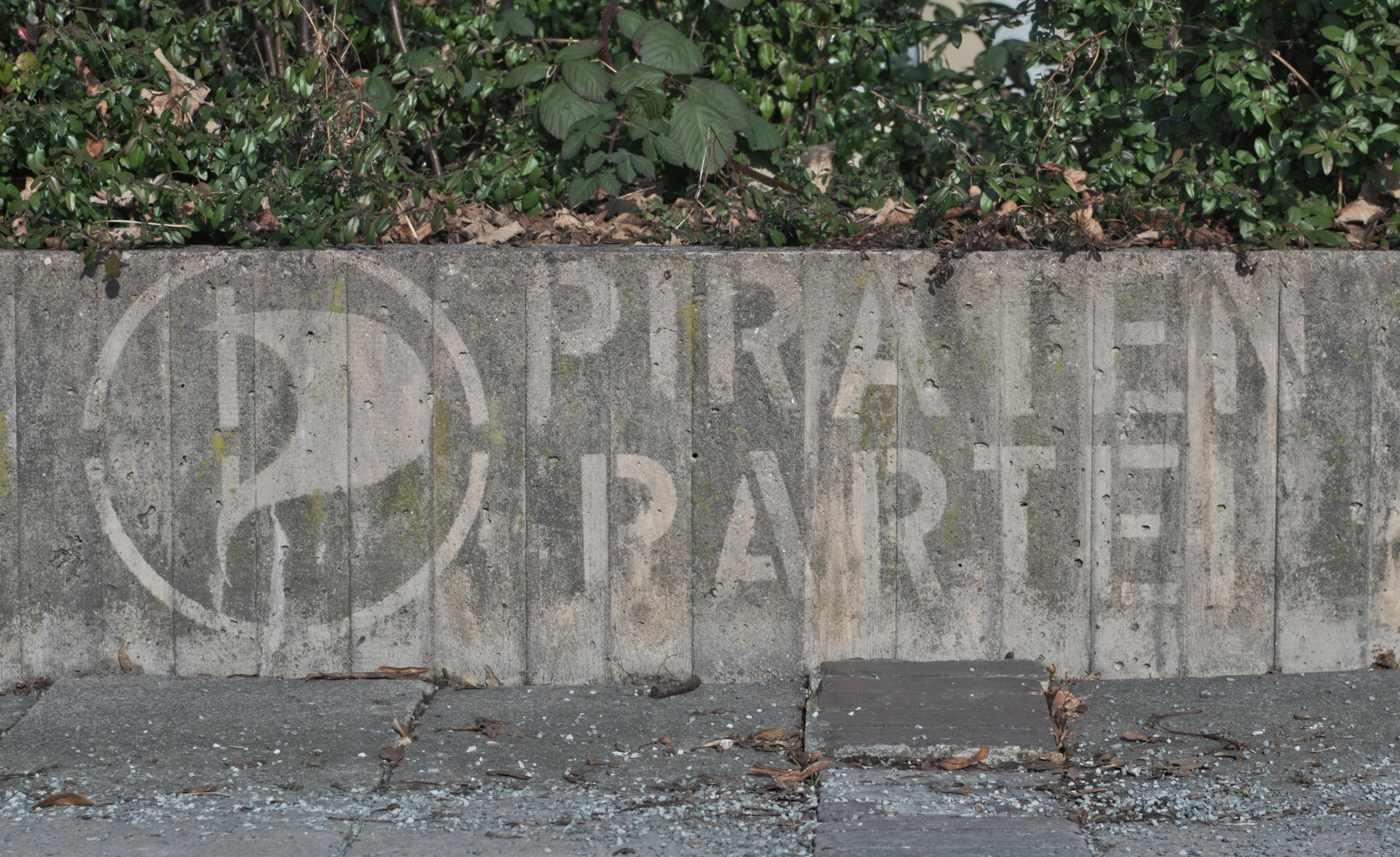
Parti pirate (Piratenpartei)  à Bayreuth en Allemagne.

## Autres supports
D'autres techniques qui s'apparentent au reverse graffiti ont vu le jour au fil des années, telles que le sand printing qui consiste à marquer le sable avec un pochoir en relief, ou le snow printing dans la neige. Ces techniques sont utilisées à des fins artistiques, ou bien dans la publicité.